# آیت
آیت (به فرانسوی: Ayette) یک کمون در فرانسه است که در پا-دو-کاله واقع شده‌است. آیت ۵٫۱۵ کیلومتر مربع مساحت دارد ۱۰۲ متر بالاتر از سطح دریا واقع شده‌است.